# ريكوبا سودأمريكانا 2008
ريكوبا سودأمريكانا 2008  هو الموسم 16 من ريكوبا سودأمريكانا. أشرف على تنظيمه كونميبول، وكان عدد الأندية المشاركة فيه 2، وفاز فيه بوكا جونيورز.